# Бопай Ханым
Бопай Ханым (каз. Бопай Ханым; 1690/1695 — 31 мая 1780) — жена хана Младшего жуза Абулхайра, мать ханов Нуралы, Ералы и Айшуака.
Во время правления сына носила титул Хан-ана (Мать-хана) и являлась одной из самых влиятельных женщин в Казахском ханстве.

## Биография
Бопай Ханым — любимая жена Абулхаир хана, общественная деятельница, участвовавшая в управлении страной, дипломат. Бопай Ханым была не только женой и матерью наследников ханского престола, она стала соправительницей Абулхаира, его мудрой советчицей и надежной опорой. При решении вопросов, определяющих внутреннюю и внешнюю политику Казахского ханства, Бопай Ханым сама выступала на народных собраниях, соперничая в красноречии с признанными мастерами слова и знатоками народного права. Бопай Ханым устанавливала добрососедские отношения между соседними странами, мирные связи с Россией, благодаря этому ей удавалось решать многие вопросы дипломатическим путем. Бопай Ханым вела переписку с царскими администраторами, российскими императрицами и с джунгарскими правителями. Крупный специалист по истории Казахстана А. И. Левшин писал: «… что Бопай Ханым по уму своему пользовалась отличным уважением, и имела иногда весьма сильное влияние на управление Казахским ханством. Она имела печать со своим вензелем, отличие совсем не обыкновенное в народе, который привык обращаться с женщинами, как с невольницами, удаляя их от всякого участия в делах общественных».
Бопай Ханым родила Абулхаир хану пятерых сыновей и дочь Зулейху Ханым.
Ради укрепления союза, джунгары попросили одну из дочерей Абулхаир хана за сына хонтайчи. Однако, Бопай Ханым отвергла эту идею, напомнив, что в плену у джунгар ещё остались казахские батыры, и траур по погибшим ещё не окончен. Надо отметить, что в данном вопросе, от которого зависела внешнеполитическая обстановка Казахского ханства, народный совет поддержал именно Бопай Ханым, а не хана Абулхаира.

## После смерти Абулхаир хана
1 августа 1748 года Абулхаир хан погиб в бою в результате засады султана Барака. С этого момента началось правление Бопай Ханым. Первым её шагом было заявление, адресованное российской императрице Елизавете Петровне — если её сын не станет ханом, договор с Россией будет расторгнут. 26 февраля 1749 года Нуралы, согласно Указу императрицы Елизаветы Петровны, стал казахским ханом. Будучи матерью нового хана, Бопай Ханым возвысилась до ранга Хан-ана.
Бопай Ханым была настолько властной женщиной, что когда погиб Абулхаир хан, она в течение десяти лет оказывала очень сильное влияние на своих сыновей. После смерти мужа Бопай Ханым не изменила политического курса, проводя политику через своего сына Нуралы, которого поддержали известные бии и батыры Казахского ханства. После смерти Абулхаир хана Бопай Ханым пришлось изменить свое мнение в отношении родства с джунгарами и дать своё согласие на брак своей падчерицы Намурун Ханым с сыном Галдан-Цэрэна. Однако брак не состоялся — падчерица Намурун Ханым скончалась. Вскоре после этого скончался и Барак. В народе поговаривали, что Бопай Ханым отомстила убийце своей падчерицы.

## Характеристика
Бопай Ханым была очень красивой женщиной. Об этом свидетельствуют не только многочисленные народные предания. В 1736 году в оренбургских степях оказался английский путешественник и живописец Джон Кэстль. Глядя на рисунки Кэстля, трудно поверить, что Бопай Ханым к этому времени перешагнула сорокалетний рубеж и была уже матерью пятерых детей.

## Смерть
Бопай Ханым умерла 31 мая 1780 года, она пережила мужа на 32 года. Похоронена в верховье реки Жосалы. Мавзолей Бопай Ханым, возведённый из серого сырца, стал местом поломничества. До наших дней мавзолей не сохранился. После отмены ханского правления, когда на территорию Казахстана хлынули переселенцы из внутренних губерний России, мавзолей Бопай Ханым был разрушен.